# Чверко, Сергей Петрович
Сергей Петрович Чверко (28 июля 1967, Безъязыково, Красноярский край — 27 апреля 2001, Грозный) — сотрудник Министерства внутренних дел Российской Федерации, майор милиции, погиб при исполнении служебных обязанностей во время Второй чеченской войны, кавалер ордена Мужества (посмертно).

## Биография
Сергей Петрович Чверко родился 28 июля 1967 года в деревне Безъязыково Балахтинского района Красноярского края. Окончил среднюю школу № 2 города Балахты Красноярского края, после чего уехал в Красноярск, где поступил в Красноярский автотранспортный техникум. Завершив обучение, решил поступить на службу в органы внутренних дел СССР. С 1988 года служил в правоохранительных органах Красноярска. Первоначально был инспектором дорожно-патрульной службы Отдельного батальона дорожно-постовой службы Государственной автомобильной инспекции Управления внутренних дел города Красноярска. Впоследствии, когда был создан Отряд милиции особого назначения при Главном управлении внутренних дел Красноярского края, он перешёл на службу в него, став заместителем командира ОМОНа.
Вместе с сослуживцами по ОМОНу Чверко неоднократно ездил в зону контртеррористической операции на Северном Кавказе в период Второй чеченской войны. В очередную командировку в Чеченскую Республику он был направлен весной 2001 года. Отряд дислоцировался в столице республики — городе Грозном. 27 апреля 2001 года в 16:30 в ходе движения по улице Маяковского автомобиль «Урал-4320», в котором находился майор милиции Сергей Петрович Чверко, подорвался на установленной сепаратистами фугасной мине. В результате взрыва офицер погиб на месте.
Похоронен на аллее Славы кладбища «Бадалык» в городе Красноярске.
Указом Президента Российской Федерации майор милиции Сергей Петрович Чверко посмертно был удостоен ордена Мужества.

## Память
- В честь майора Чверко названа улица в городе Балахте Красноярского края[5].
- Навечно зачислен в списки личного состава ОМОН ГУВД Красноярского края.
- В память о Чверко на здании Красноярского автотранспортного техникума, где он учился, установлена мемориальная доска.